# Se tu non torni
Se tu non torni è una canzone cantata da Miguel Bosé nel 1994, e scritta da Lanfranco Ferrario e Massimo Grilli (entrambi componenti del gruppo dei Fattorini) per la musica e dagli stessi con Bosé per il testo. È stata incisa anche in spagnolo con il titolo Si tú no vuelves (tradotta dal cantante) ed è tratta dall'album Sotto il segno di Caino. Con questa canzone il cantante partecipa al Festivalbar 1994 in estate ed è un successo: per la terza volta vince la kermesse canora e Sotto il segno di Caino viene premiato come album dell'anno. Verrà inserita anche nella raccolta Best of Miguel Bosé del 1999.

## Cover
- Nel 2012 Irene Grandi e Stefano Bollani hanno inciso una loro versione del brano nell'album Irene Grandi & Stefano Bollani.
- Nel 2017 Michele Zarrillo l'ha inclusa nel suo album Vivere e rinascere.
- Nel 2018 Cristiano Malgioglio l'ha inclusa nel suo album Danzando.
- Nel 2019 Calcutta realizza una cover che canta nel suo tour.
- Nel 2023 Durmast e Sena realizzano una loro versione in chiave Dance.

## Tracce
1. Se tu non torni
2. Te comería el corazon

## Crediti
- Ross Cullum - batteria, percussioni
- Sandy McLelland - batteria, percussioni, basso, tastiere
- Andy Ross - batteria, percussioni, tastiere
- Bryn Howarth - chitarra, mandolino
- Stuart Gordon - violino
- Davy Spillane - fischio